# Proquaestor
Proquaestor of pro quaestore, hij, die tijdelijk het ambt waarneemt van een overleden of tussentijds afgetreden quaestor.
Daar hiervoor door de stadhouder meestal een legatus wordt aangewezen, draagt deze de titel: legatus pro quaestore. Enkele malen vindt men ook, dat het ambt van een quaestor door prorogatio (prorogare) verlengd wordt, denkelijk wanneer er quaestores tekortkwamen. In zodanig geval was de titularis proquaestor.

## Referentie
- art. proquaestor, in J.G. Schlimmer - Z.C. De Boer, Woordenboek der Grieksche en Romeinsche Oudheid, Haarlem, 19203, p. 512.